# Anna Thommesen

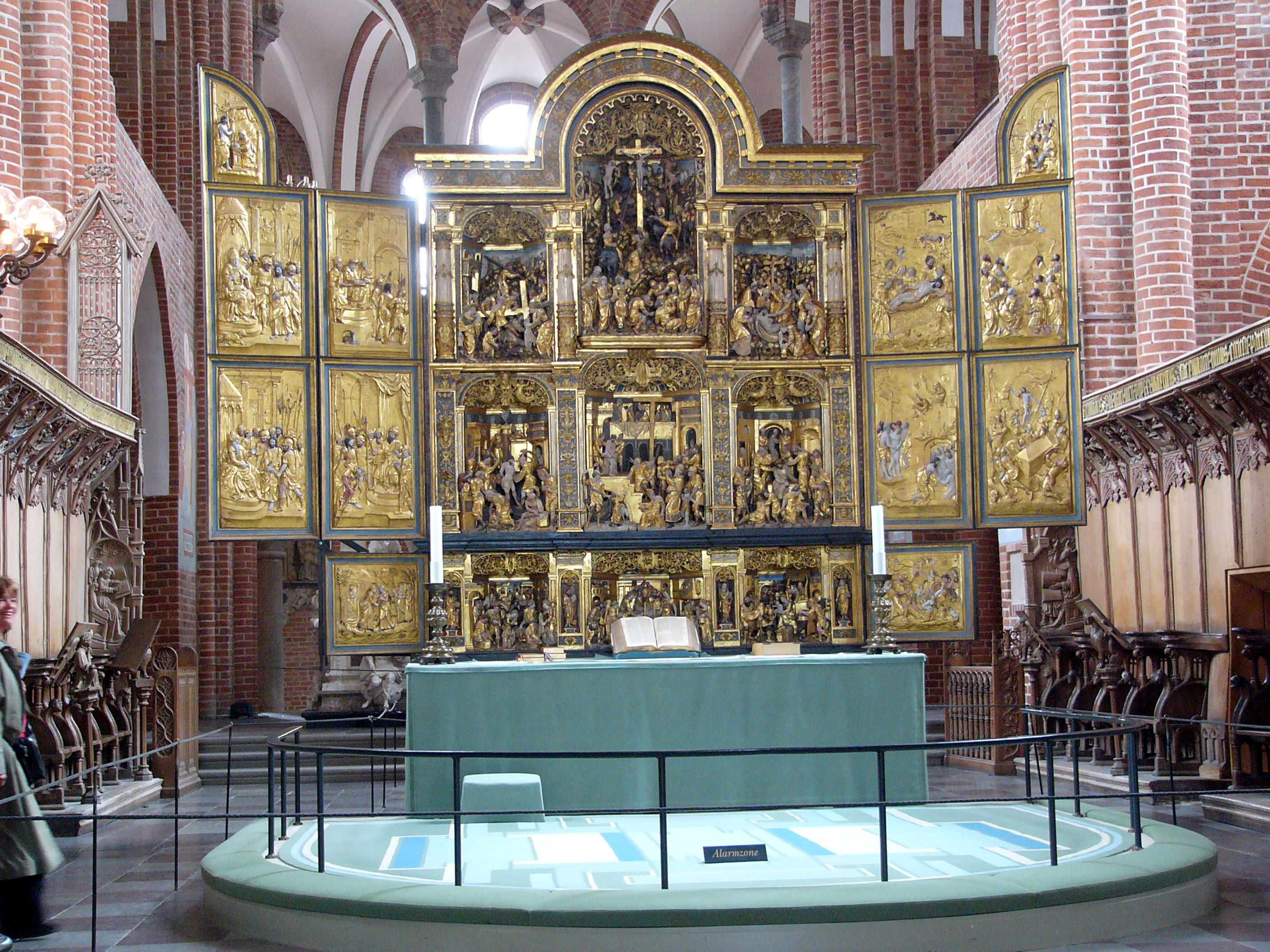
Anna Thommesens geometrisch gemusterter Altarteppich im Dom zu Roskilde (1977)

Anna Olivia Thommesen (geboren 10. September 1908 in Kopenhagen als Anna Olivia Jepsen; gestorben 6. Januar 2004) war eine dänische Textilkünstlerin und Malerin. Zu ihren Werken gehören Wandteppiche für das Rathaus in Holstebro, ein Wandteppich im alten Landsting-Parlament im Schloss Christiansborg und ein Altarteppich und eine Kniebank im Dom zu Roskilde.

## Leben
Anna Jepsen wurde als Tochter des Schiffskapitäns Jep Olivarius Jepsen (1879–1947) und der Anna Sørine Louise geb. Slengerik (1880–1960) geboren. Sie hatte einen Bruder und zwei Schwestern. Als sie älter wurde, übte sie verschiedene Tätigkeiten in Büros und Fabriken sowie als Hausmädchen aus.
Im Jahr 1928 heiratete sie den Buchhalter Jens Marius Olsen. Ihre gemeinsame Tochter Annelise wurde 1933 geboren. Die Ehe wurde 1940 wieder geschieden und Anna ließ ihre Tochter schweren Herzens bei ihrem Ex-Mann zurück. Im selben Jahr heiratete sie den Bildhauer Erik Thommesen, den Sohn ihres damaligen Arbeitgebers. Mit Erik Thommesen hatte sie drei Kinder: Lene (1942), Klaus (1945) und Viggo (1949). Später nahm sie den Kontakt zu ihrer Tochter wieder auf und die Kinder lernten sich gegenseitig kennen. Das Ehepaar zog bald nach der Hochzeit auf die Insel Bornholm, wo sich Erik Thommesen zusammen mit Künstlerkollegen am Widerstand beteiligte. Sie waren vom Kommunismus überzeugt und vom Respekt vor dem Individuum. Nachdem die Thommesens Ende der 1940er Jahre nach Seeland zurückgekehrt waren, mieteten sie zunächst ein kleines Bauernhaus in Bistrup (Birkerød) bei Græsted und ließen später ein eigenes Haus von Finn Juhl in der Nähe bauen.
Anna Thommesen ist auf dem Kirchhof Blistrup in Græsted begraben.

## Künstlerische Entwicklung
Anna hatte keine formale künstlerische Ausbildung, entwickelte aber schon als Kind ihre künstlerische Fähigkeiten, indem sie zeichnete und malte.
Auf Bornholm eignete sie sich das Weben an und fertigte zunächst Stoffe, die sie 1943 auf der Herbstausstellung von Den Frie ausstellte. Schon in diesem frühen Stadium zeigte sich ihr Interesse an geometrischen Mustern. Anna Thommesen entwickelte ihre eigene Herangehensweise an Design und Weberei, indem sie ihre Entwürfe zunächst skizzierte, mit Aquarellfarben kolorierte und die Gewebe dann direkt auf ihrem Webstuhl herstellte, nicht etwa mit Hilfe von Karten, wie es von Bild- und Blumentapisserie bekannt ist. In einem strengen, geometrischen Stil webte sie Wandteppiche und Teppiche auf einem von ihr selbst entwickelten Webstuhl. Sie ist auch als Färberin bekannt, die aus den von ihr gesammelten Pflanzen Farbstoffe herstellte. Ihre von der Natur inspirierten, abstrakten Darstellungen führte sie mit Perfektionismus aus. Ihre Werke wurden oft als indianische und ethnische Ornamentik interpretiert, sie spiegeln aber eher die konstruktivistischen Tendenzen der Zeit wider. Nach und nach entwickelte Thommesen neue Webtechniken, um ihre Entwürfe adäquat realisieren zu können.
1965 wurde das Ehepaar Thommesen von der Kunstakademie Aarhus eingeladen, um zu unterrichten. Anna Thommesen richtete einen Webkurs ein und unterrichtete fünf Jahre lang einmal pro Woche. Dabei beeinflusste sie Künstler wie Berit Øien, Bente Astrup Moe und Merete Erbou Laurent.
1997 stellte Anna Thommesen ihre Webarbeit ein.

## Auszeichnungen
Das Ehepaar Thommesen gehörte schon in den 1940er Jahren der internationalen Künstlervereinigung CoBrA an. 1951 wurde Anna Thommesen in die Künstlervereinigung Martsudstillingen (Märzausstellung) aufgenommen, der sie bis zu deren Auflösung 1982 angehörte. 1972 wurde sie mit der Akademiets Aarsmedaille ausgezeichnet. 1989 bekam sie das Kristian-Zahrtmann-Legat, 1990 den Jubiläumsfonds der dänischen Nationalbank und 1995 mit ihrem Mann die Skovgaard-Medaille. Sie war zudem Mitglied der Kunstnernes Efterårsudstilling (Künstler-Herbstausstellung) und der Jütländischen Akademie der Schönen Künste.

## Werke
Meist hängte Anna Thommesen ihre gewebten Kunstwerke an die Wand, so dass automatisch eine Assoziation zur Malerei entstand. Die größte Sammlung von Thommesens Werk befindet sich im Holstebro Kunstmuseum. Einige andere Stücke sind in öffentlichen Einrichtungen zu sehen:
- 1952–1953: Mehrere Wandteppiche im Rathaus von Holstebro
- 1964: Wandteppiche für das Gymnasium Vesthimmerland, Års
- 1969–1972: Wandteppich im alten Parlamentssaal in Christiansborg
- 1977: Altartuch, Kniebank und Antependium für den Dom zu Roskilde. 1978 äußerte Margrethe II. den Wunsch, einige Werke von sich und ihrer Mutter, Ingrid von Schweden, anlässlich des Todestages von Frederik IX. in der Kirche aufhängen zu lassen. Anna Thommesen legte unter Berufung auf ihr künstlerisches Urheberrecht Widerspruch ein und erhielt vom dänischen Kunstrat Recht. Auch die Kunstpresse stimmte zu, und das Gericht zog seinen Antrag zurück.[2]

## Ausstellungen (Auswahl)
Einzelausstellungen
- 1950er Jahre: mehrere Einzelausstellungen[2]
- 1995: Anna Thommesen. Bildwebereien, Holstebro Kunstmuseum[2]
- 2022/23: Anna Thommesen, Holstebro Kunstmuseum, Holstebro, Dänemark[7]

Gruppenausstellungen
- 1943: Kunstnernes Efterårsudstilling (Künstler-Herbstausstellung), bei Den Frie, Kopenhagen
- 1947: Linien II
- 1948: Koloristernes udstilling (Die Ausstellung der Farbkünstler)
- 1985: Anna Thommensen und Erik Thommesen. Retrospektive, Kunstforeningen (Kunstverein), Kopenhagen
- 2022/23: Becoming CoBrA, Kunsthalle Mannheim[8]